# Azathioprine
Azathioprine is een Immuunsuppressivum dat wordt gebruikt na orgaantransplantatie, bij auto-immuunziekten zoals reumatoïde artritis, SLE en aandoeningen als de ziekte van Crohn. Het geneesmiddel behoort tot de groep van antimetabolieten.
Azathioprine wordt door het Internationaal Agentschap voor Kankeronderzoek geclassificeerd als carcinogeen voor mensen (groep 1).
De stof is opgenomen in de lijst van essentiële geneesmiddelen van de WHO